# Cabra majorera
La cabra majorera es una raza caprina autóctona de la isla de Fuerteventura, en el archipiélago canario. Está ampliamente extendida por todo el archipiélago, encontrándose un mayor censo en las islas de Fuerteventura y Gran Canaria. 
Su cría es fundamentalmente dedicada a la producción láctea, siendo básica en la elaboración del queso majorero. Dentro de las razas que con figuran la Agrupación Caprina Canaria (tinerfeña, palmera y majorera), es la de mayor producción lechera.

## Características de la raza
- Aspecto general: Animales longilíneo, subhipermétricos, de perfil generalmente recto o subconvexo. Presentan un biotipo marcadamente lechero y su característica principal es la adaptación a la aridez.
- Capa: Policromada, con predominio de las capas compuestas tanto las uniformes como las discontinuas. El pelo es corto aunque es frecuente la presencia de raspil en los machos. Las mucosas oscuras con abundante pigmentación.
- Cabeza: Grande, con orejas largas y cuernos en forma de arco que a veces se retuercen en el extremo distal. Los machos tienen perilla.
- Extremidades: Fuertes, largas y finas, con articulaciones manifiestas y pezuñas de color oscuro. Aplomos correctos.
- Mamas: De gran desarrollo, a veces exagerado, sobre todo en las cabras de gran producción, debido entre otras cosas a la práctica de un solo ordeño.

## Origen
Su origen se encuentra en el cruce de la cabra Aborigen y cabras de troncos africanos, en concreto de la Nubiana y la Maltesa.

## Variedades
Cuenta con una variedad más pequeña y de cabeza más corta, denominada cabra de Costa Majorera.